# Antonio Galves
Jefferson Antonio Galves (São Paulo, 18 de junho de 1947 — Campinas, 5 de setembro de 2023) foi um probabilista brasileiro.
Foi coordenador do Centro de Pesquisa, Inovação e Difusão em Neuromatemática (NeuroMat), professor titular (aposentado) do Instituto de Matemática e Estatística da Universidade de São Paulo (IME-USP) e membro da Academia Brasileira de Ciências. Galves era especialista em questões de seleção estatística de modelos, em particular modelos que apresentam estocasticidade e memória de alcance variável aplicados na neurociência, com apresentações no Brasil  e no exterior sobre o tema. Colaborou para a criação de um dos mais importantes, tanto no Brasil quanto internacionalmente, grupos de pesquisa sobre Sistemas Markovianos de Partículas.

## Biografia
Antonio Galves nasceu em 18 de junho de 1947, na cidade de São Paulo. Se formou bacharel em matemática na FFCL-USP aos 21 anos, em 1968. Já durante a graduação passou a se interessar pelo Cálculo de Probabilidades. Após se graduar, foi contratado como Auxiliar de Ensino, inicialmente atuando no Departamento de Matemática da Filosofia, e posteriormente transferido para o Departamento de Estatística do recém-fundado Instituto de Matemática e Estatística.
Em 1972 concluiu seu mestrado em Probabilidade, pela USP, e se mudou para Paris. Na capital francesa passou a estudar no Laboratório de Probabilidade da Universidade de Paris VI e a trabalhar como estagiário na Escola Politécnica. Decorrente de seus estudos no laboratório, recebeu um Diplôme d'Estudes Approfondies. Foi nesse período em que iniciou sua carreira enquanto pesquisador, se dedicando ao estudo dos Sistemas Markovianos de Partículas.
Retornou a São Paulo em 1978, onde defendeu sua tese de doutorado, Construção de um processo forte de Markov, orientada por Carlos Alberto Barbosa Dantas, novamente na USP. Passou a organizar um grupo de pesquisa sobre Sistemas Markovianos de Partículas no IME-USP, contando com apoio do instituto e também do Laboratório de Probabilidades da Universidade de Paris VI. Antonio Galves seguiu visitando frequentemente o Laboratório, com o qual estabeleceu um programa de cooperação permanente, apoiado pelo CNPq e pelo CNRS. Posteriormente o grupo de pesquisa colaborou também com o IMPA e com o Departamento de Matemática da Universidade de Roma.
Dedicou-se ao desenvolvimento da pesquisa na área de processos estocásticos no Brasil, colaborando com a formação de diversos mestres e doutores; organizando seminários; exercendo atividade didática; e principalmente, mantendo ativo seu grupo de pesquisa na área. 

### Vida Acadêmica
Graduou-se em Matemática pela FFCL-USP (1968), obtendo o mestrado em junho de 1972 e o doutorado em maio de 1978, ambos em Probabilidade e Estatística pela USP. Em setembro de 1978 obteve um Diplôme d'Études Approfondies pela Universidade de Paris VI. Na USP se tornou livre-docente em 1988. Com experiência na área de Probabilidade e Estatística, com ênfase em Processos Estocásticos Especiais, atuou principalmente nos seguintes temas: strings de ordem infinita, strings de alcance variável, sistemas não Markovianos com muitos componentes, aproximações Markovianas e simulação perfeita. Liderou um grupo de pesquisadores de diversas áreas em torno da neuromatemática, no CEPID NeuroMat, com o objetivo de desenvolver modelagem estocástica de fenômenos neurobiológicos.

## Realizações
Foi o pesquisador responsável e coordenador do CEPID Neuromat, implementado em 2013 no IME-USP, com apoio da Fundação de Amparo à Pesquisa do Estado de São Paulo (FAPESP). O CEPID integra a modelagem matemática e a neurociência teórica e visou a construção de um centro de pesquisa avançada em neurociência teórica, por meio de uma equipe de especialistas renomados, composta principalmente por matemáticos, cientistas da computação, neurocientistas, médicos clínicos especialistas na área de reabilitação, biólogos, físicos e profissionais de comunicação.

Simulação em 3D do Modelo Galves-Löcherbach.

## Modelo Galves-Löcherbach
O Modelo Galves-Löcherbach é um modelo com estocasticidade intrínseca para redes de neurônios, no qual a probabilidade de disparos futuros é dependente da evolução total do sistema desde o último disparo. Esse modelo de redes neurais foi desenvolvido pelos matemáticos Antonio Galves e Eva Löcherbach. No artigo original, de 2013, os autores chamaram o modelo de "sistema de cadeias estocásticas com memória de alcance variável interagindo entre si".

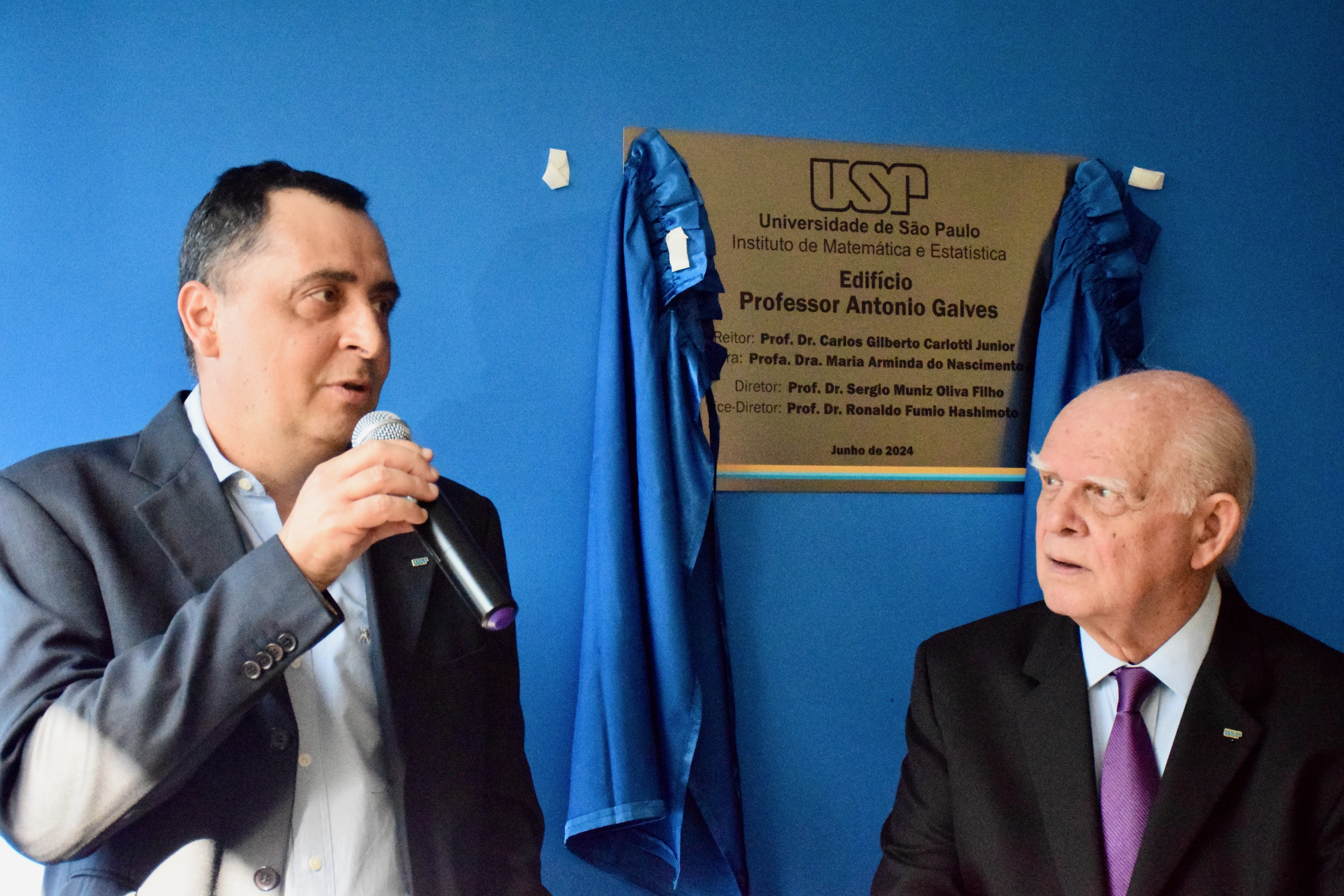
Descerramento de placa em homenagem a Antonio Galves, com a presença do diretor do IME, Sérgio Muniz Oliva Filho, e do ex-reitor da USP Waldyr Muniz Oliva, em 2024

## Prêmios e reconhecimentos
- Em 10 de outubro de 2007 foi agraciado com a Grã-Cruz da Ordem Nacional do Mérito Científico[16][17] [18]

- Em 5 março de 1997 tornou-se membro titular da Academia Brasileira de Ciências.[19]
- Em 26 de junho de 2024 aconteceu a cerimônia de descerramento da placa de Denominação do Prédio “Antonio Galves”, onde eram exercidas as atividades do Núcleo de Apoio à Pesquisa em Modelagem Estocástica e Complexidade (NUMEC), no IME-USP. [20]